# Psychotria rostrata
Psychotria rostrata är en måreväxtart som beskrevs av Carl Ludwig von Blume. Psychotria rostrata ingår i släktet Psychotria och familjen måreväxter. Inga underarter finns listade i Catalogue of Life.